# Fiordelisa Maria Sforza
Fiordelisa Maria Sforza (Milano, 1453 – Milano?, 26 luglio 1522) è stata una nobildonna italiana.

## Biografia
Era figlia di Francesco Sforza, duca di Milano e di Bianca Maria Visconti.
Nel 1473, al fine di riappacificare la famiglia Manfredi, venne promessa in sposa dal fratello, il duca Galeazzo Maria, a Guidaccio Manfredi, figlio di Taddeo, signore di Imola. Guidaccio avrebbe dovuto sposare la figlia del duca Caterina, ma lo Sforza la fece sposare ad un miglior partito, Girolamo Riario, nipote di papa Sisto IV. Riario divenne così signore di Imola.
La coppia non ebbe discendenza che le sopravvivesse; una figlia e un figlio nacquero rispettivamente nel febbraio 1474 e aprile 1475, mentre due figli gemelli, Guido Antonio e Francesco Sforza, morirono infanti il 20-21 febbraio 1492.

## Ascendenza
|                         |                        |                      | Genitori           |  |  | Nonni |  |  | Bisnonni           |  |  | Trisnonni         |  |
|                         |                        |                      |                    |  |  |       |  |  | Giovanni Attendolo |  |  | Giacomo Attendolo |  |
|                         |                        |                      |                    |  |  |       |  |  | Giovanni Attendolo |  |  | Giacomo Attendolo |  |
|                         |                        | …                    |                    |  |  |       |  |  | Giovanni Attendolo |  |  |                   |  |
| Giacomo Attendolo       |                        |                      |                    |  |  |       |  |  | Giovanni Attendolo |  |  |                   |  |
|                         |                        | Elisa Petraccini     | Ugolino Petraccini |  |  |       |  |  |                    |  |  |                   |  |
|                         |                        | Elisa Petraccini     | Ugolino Petraccini |  |  |       |  |  |                    |  |  |                   |  |
|                         |                        | Elisa Petraccini     | …                  |  |  |       |  |  |                    |  |  |                   |  |
| Francesco I Sforza      |                        | Elisa Petraccini     |                    |  |  |       |  |  |                    |  |  |                   |  |
|                         |                        | …                    | …                  |  |  |       |  |  |                    |  |  |                   |  |
|                         |                        | …                    | …                  |  |  |       |  |  |                    |  |  |                   |  |
|                         |                        | …                    | …                  |  |  |       |  |  |                    |  |  |                   |  |
| Lucia Terzani           |                        | …                    |                    |  |  |       |  |  |                    |  |  |                   |  |
|                         |                        | …                    | …                  |  |  |       |  |  |                    |  |  |                   |  |
|                         |                        | …                    | …                  |  |  |       |  |  |                    |  |  |                   |  |
|                         |                        | …                    | …                  |  |  |       |  |  |                    |  |  |                   |  |
| Fiordelisa Maria Sforza |                        | …                    |                    |  |  |       |  |  |                    |  |  |                   |  |
|                         | Gian Galeazzo Visconti | Galeazzo II Visconti |                    |  |  |       |  |  |                    |  |  |                   |  |
|                         | Gian Galeazzo Visconti | Galeazzo II Visconti |                    |  |  |       |  |  |                    |  |  |                   |  |
|                         | Gian Galeazzo Visconti | Bianca di Savoia     |                    |  |  |       |  |  |                    |  |  |                   |  |
| Filippo Maria Visconti  | Gian Galeazzo Visconti |                      |                    |  |  |       |  |  |                    |  |  |                   |  |
|                         |                        | Caterina Visconti    | Bernabò Visconti   |  |  |       |  |  |                    |  |  |                   |  |
|                         |                        | Caterina Visconti    | Bernabò Visconti   |  |  |       |  |  |                    |  |  |                   |  |
|                         |                        | Caterina Visconti    | Regina della Scala |  |  |       |  |  |                    |  |  |                   |  |
| Bianca Maria Visconti   |                        | Caterina Visconti    |                    |  |  |       |  |  |                    |  |  |                   |  |
|                         |                        | Ambrogio del Maino   | …                  |  |  |       |  |  |                    |  |  |                   |  |
|                         |                        | Ambrogio del Maino   | …                  |  |  |       |  |  |                    |  |  |                   |  |
|                         |                        | Ambrogio del Maino   | …                  |  |  |       |  |  |                    |  |  |                   |  |
| Agnese del Maino        |                        | Ambrogio del Maino   |                    |  |  |       |  |  |                    |  |  |                   |  |
|                         |                        | Ne de Negri          | …                  |  |  |       |  |  |                    |  |  |                   |  |
|                         |                        | Ne de Negri          | …                  |  |  |       |  |  |                    |  |  |                   |  |
|                         |                        | Ne de Negri          | …                  |  |  |       |  |  |                    |  |  |                   |  |
|                         |                        | Ne de Negri          |                    |  |  |       |  |  |                    |  |  |                   |  |